# Neil Strauss
Neil Strauss Darrow (Chicago, 13 de octubre de 1973), también conocido por los seudónimos Style y Chris Powles, es un periodista, escritor, negro literario y artista del ligue estadounidense. Es más conocido por su superventas The Game: Penetrating the Secret Society of Pickup Artists, traducida en España bajo el título El método (The Game), donde describe sus experiencias en la comunidad de seducción, en un esfuerzo para convertirse en «un artista del ligue» o «artista venusiano». Es editor colaborador de la revista Rolling Stone, y también escribía regularmente para el periódico The New York Times.

## Educación y carrera inicial
Después de graduarse en la escuela media de Latin School of Chicago, Strauss fue estudiante en Vassar College. Si bien en la escuela, comenzó su carrera escribiendo para "Ear", una revista de vanguardia, y la edición de su primer libro, "Radiotext(e)", una antología de escritos para la editorial "Semiotext(e)". Posteriormente se trasladó a Village Voice, donde hizo desde corregir manuscritos a "fact-checking" antes de convertirse en un reportero regular y crítico. Fue invitado por Jon Pareles para convertirse en un crítico de música de The New York Times, donde escribió la columna "Pop Life", la censura musical, radio payola, y las figuras de cera perdida de estrellas de la música de Estados Unidos.
Fue entonces invitado por Jann Wenner para convertirse en editor colaborador de la revista Rolling Stone, donde escribió historias sobre Kurt Cobain, Madonna, Tom Cruise, Orlando Bloom, el Wu-Tang Clan, Gwen Stefani, Stephen Colbert, y Marilyn Manson.
Ganó el premio "ASCAP Deems Taylor Award" por su cobertura del suicidio de Kurt Cobain para Rolling Stone y su perfil de Eric Clapton en The New York Times, sección Arte y Ocio. Strauss también ha contribuido para otras revistas como Esquire, Maxim, Spin, Entertainment Weekly, Details, y The Source, además de escribir notas para discos de Nirvana y otros. También ha aparecido en el videoclip del cantante Beck "Sexx Laws", que también contó con Jack Black, y como estrella invitada en la sexta temporada final de Curb Your Enthusiasm.

## El libro "El Método" y las comunidades de seducción
Después de abandonar el The New York Times para escribir las memorias de Jenna Jameson como escritor fantasma, Strauss se unió a una subcultura de los "pick-up artists" -PUA- (artista del ligue o artista venusiano) conocida como la comunidad de seducción, publicando finalmente un artículo en The New York Times acerca de sus experiencias en el año 2004. En 2005, él publicó su libro The Game: Penetrating the Secret Society of Pickup Artists (Regan Books, 2005), un libro sobre su transformación en "Style", un artista del ligue bajo la tutela de un instructor de seducción conocido como Mystery. Además de documentar sus experiencias con Maestros de la seducción como Mystery, Steve P, Rasputin (Hypnotica) y Ross Jeffries, también describe sus interacciones seductoras con celebridades como Britney Spears, Tom Cruise, y Courtney Love. Strauss habla de su desconfianza hacia otros artistas venusianos como Tyler Durden y Papa, los cofundadores de la empresa Real Social Dynamics.
El libro apareció durante un mes en la lista del libros más vendidos del New York Times en septiembre-octubre de 2005, y alcanzó la posición # 1 en Amazon.com inmediatamente después de su lanzamiento en los Estados Unidos. Strauss ha aparecido en varios programas de televisión, incluyendo "The View" y "ABC Primetime".  Fue invitado a hacer una película por Spyglass Entertainment, con la adaptación y producción de Chris Weitz.
Después de publicar el libro, Strauss se retiró temporalmente como un artista del ligue y se instaló con su novia Lisa Leveridge, que tocaba la guitarra en la banda de Courtney Love The Chelsea.
Su siguiente libro, la novela gráfica controvertida "How to Make Money Like a Porn Star" (Cómo hacer dinero como una estrella porno), se publicó en 2006 el 26 de septiembre. Para 2006 Neil Strauss también apareció en "Shoot", un cortometraje acerca de convertirse en una estrella de rock que él coescribió, dirigió y realizó. Ese mismo año, en colaboración con Dave Navarro y el escritor Cliff Dorfman, creó un drama de una hora "The Product" para FX. En 2007, sacó su segundo libro relacionado con la seducción, "Rules of the Game", traducido en España como Domina el método en 30 días, que trata sobre como conseguir una cita en 30 días.
Strauss ha seguido relacionado con el arte de la seducción a través de su empresa sobre instrucción de citas ("dating coaching") Stylelife Academy. Stylelife fue fundada en 2007 y, aunque la mayor parte del entrenamiento se lleva a cabo por otros instructores, Strauss hace apariciones en conferencias anuales, y en algunos productos de vídeo vendidos por la empresa.

## El libro "Emergency" y escritos posteriores
El 4 de marzo de 2009, The New York Times escribió que Strauss (junto con el biógrafo de rock Anthony Bozza) había comenzado su propia editorial, "Igniter", como una subimprint de HarperCollins.
El libro de Strauss, "Emergency: This Book Will Save Your Life" (Harper, 2009), por el cual él pasó tres años entre especialistas en supervivencia, hombres de negocios multimillonarios, y el propio gobierno, fue aclamado por la revista Rolling Stone como un "plan de escape" para la actual crisis mundial. Este libro entró en la lista de los libros más vendidos del New York Times en la posición número 3. Los derechos de la película fueron adquiridos por Columbia, con Robert Downey Jr. como productor y estrella. En 2010, Strauss recibió el Premio James Joyce de la Sociedad Literaria e histórica de la Universidad de Dublín.
El último libro de Neil Strauss, titulado "Everyone Loves You When You're Dead: Journeys Into Fame and Madness" también fue un best-seller del New York Times Con fecha de lanzamiento el 15 de marzo de 2011, el libro es una compilación de más de 200 viñetas de celebridades, realizadas a lo largo de la carrera de Strauss como periodista de la cultura pop.